# Barbas
Barbas je francouzská obec v departmentu Meurthe-et-Moselle v regionu Grand Est. Leží 36 kilometrů od Lunéville. Protéká jí potok Vacon.

## Historie
V letech 1914 až 1918 byla obec pobořena.

## Památky
- kostel svatého Lukáše

## Demografie
Počet obyvatel